# Tito Chini

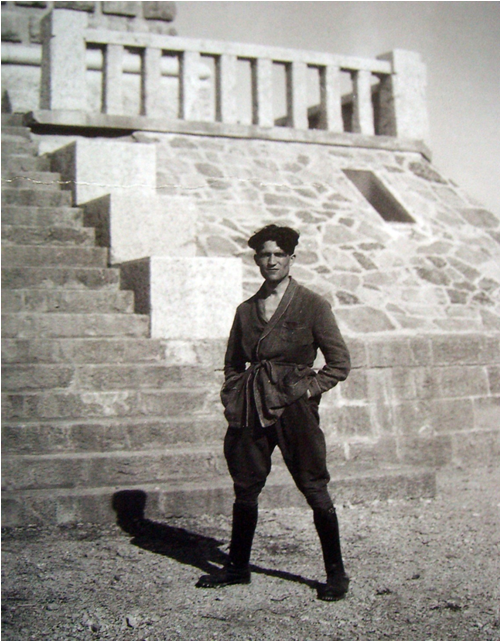
Tito Chini al Sacello Ossario sul Pasubio, 1926

Tito Chini (Firenze, 22 agosto 1898 – Desio, 1947) è stato un pittore, decoratore, grafico e restauratore italiano, interprete prima dello stile liberty, poi dello stile déco.

## Biografia

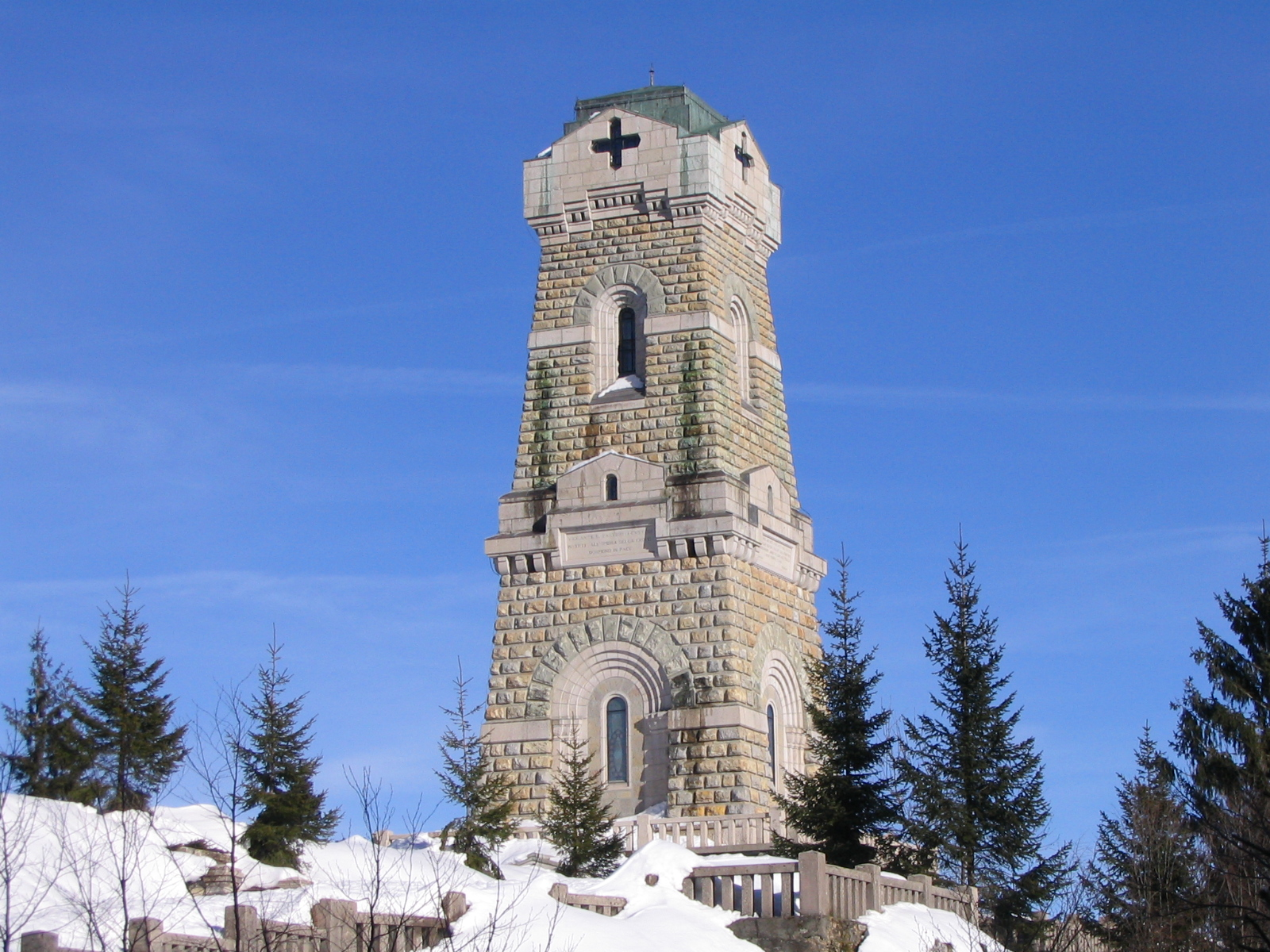
Sacello Ossario sul Pasubio

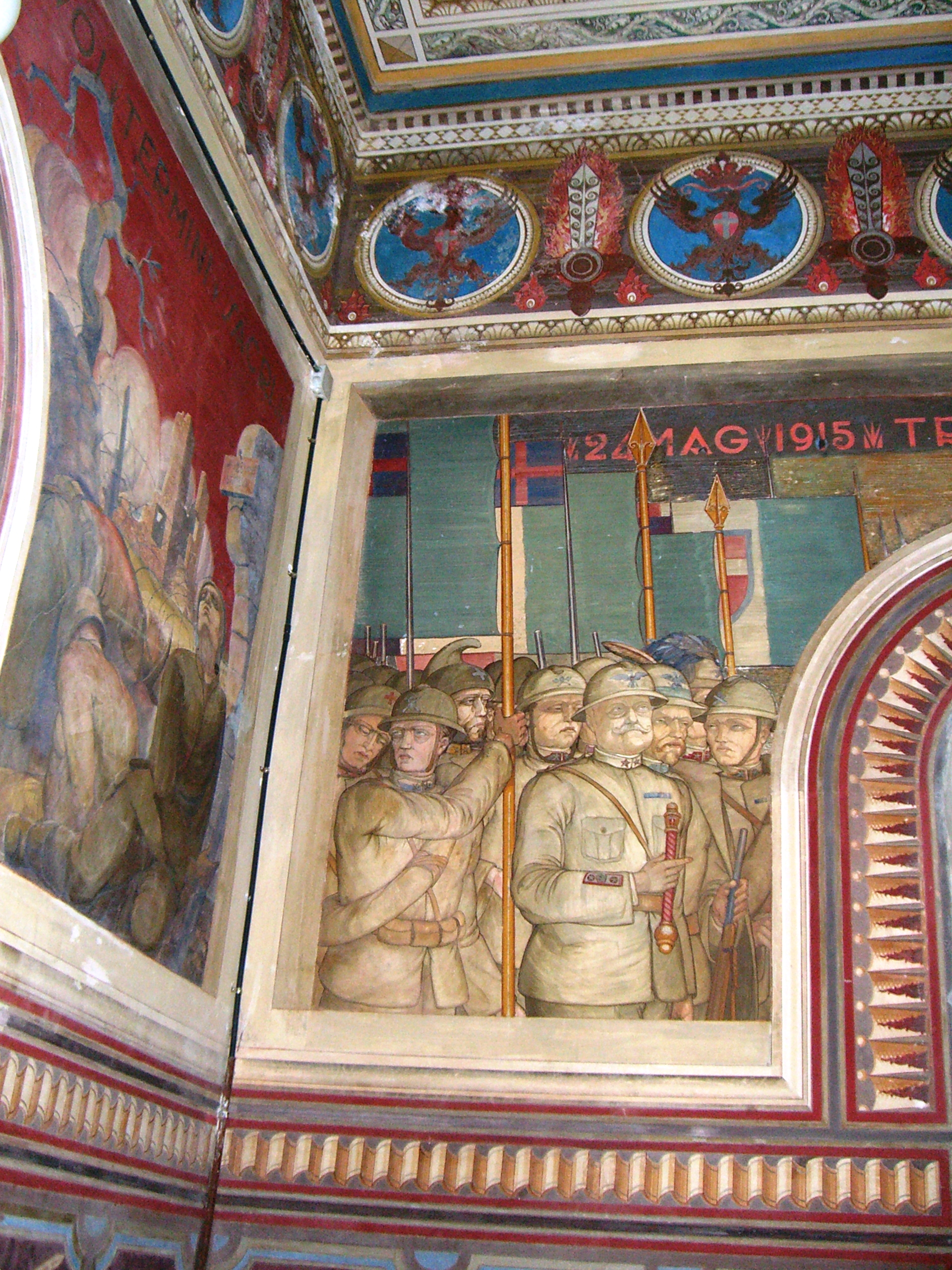
Particolare degli affreschi all'interno del sacello ossario del Pasubio dove Tito Chini ritrae il generale Guglielmo Pecori Giraldi

Tito Chini nacque a Firenze da Chino Chini. Il padre fu artista, esperto chimico ceramista, cugino e collaboratore di Galileo Chini nella manifattura fiorentina Arte della ceramica dal 1896 e successivamente, dal 1906 nella manifattura Fornaci San Lorenzo di Borgo San Lorenzo (FI). Tito, artista eclettico di grande cultura, discendente da una famiglia di artisti da generazioni, fu inserito dal padre, come il fratello minore Augusto, nella manifattura borghigiana, studiò presso la Scuola d’Arte in piazza Santa Croce a Firenze e si diplomò nel 1916. Collaborò quindi giovanissimo con le Fornaci San Lorenzo divenendo nel 1925 direttore artistico dopo l’abbandono di questo ruolo da parte di Galileo, carica che mantenne fino alla chiusura della manifattura a causa del bombardamento aereo del 1943.
Tito Chini con la sua produzione artistica rivendicò l'eccellenza manuale dell'artista-artigiano, concependo l'arte decorativa moderna in stretto rapporto con l'architettura. Secondo la sua filosofia di vita l'arte e di conseguenza la bellezza dovevano entrare nella quotidianità, secondo un progetto di democratizzazione dell'arte.
Tito Chini, pur essendosi formato attraverso l'esperienza appresa nella manifattura ceramica di famiglia, cercherà attraverso il suo temperamento di superare e rinnovare la produzione artistica delle "Fornaci San Lorenzo" che già con Galileo Chini avevano toccato l'apice del successo. Fu lui a rinnovare il repertorio dell'azienda di famiglia verso motivi più art déco, ispirati a Giò Ponti e Guido Andloviz.
Tito Chini è sepolto vestito con l'abito francescano a Palazzuolo sul Senio, nel paese di origine della moglie Valentina, dove risiedette con la famiglia Bianconcini Strigelli ed ebbe importanti incarichi.

## Legame col generale Guglielmo Pecori Giraldi
Fu protetto dal generale Guglielmo Pecori Giraldi, maresciallo d'Italia, suo superiore in guerra. Tito svolse il ruolo di attendente e fu tenuto in grande stima dal generale Guglielmo Pecori Giraldi, tanto da essere considerato da quest'ultimo come il figlio mancato.
Ambedue, tra l'altro, oltre ad aver respirato gli stessi ideali nel tempo della guerra, avevano continuato a frequentarsi nel successivo tempo di pace, ed inoltre avevano in comune anche la stessa origine mugellana, infatti, le famiglie Chini e Pecori Giraldi si conoscevano da vecchia data.
Lungo il corso degli anni i loro rapporti rimasero sempre eccellenti, tanto che la figlia Luisa Chini descrive questa relazione come "una vecchia e solida amicizia", rispettosa da parte di Tito e paterna da parte del vecchio Generale che chiamerà il giovane Tito ad affrescare giovanissimo anche il Sacello Ossario del Pasubio, dove lo stesso Guglielmo Pecori Giraldi volle essere sepolto insieme ai caduti della 1ª Armata.
Il 29 ottobre 1923 Tito sposò la professoressa Valentina Bianconcini-Strigelli di Palazzuolo, nella Cappella dei Pittori, presso la basilica della Santissima Annunziata in Firenze. Proprio il generale Pecori Giraldi fece da testimone alle nozze, come testimonia anche la stampa dell'epoca.
Con Pecori Giraldi e insieme ad altre importanti personalità ebbe modo anche di collaborare alla Società Mugellana di Studi Storici, per la quale disegnerà anche la testata del Bollettino.

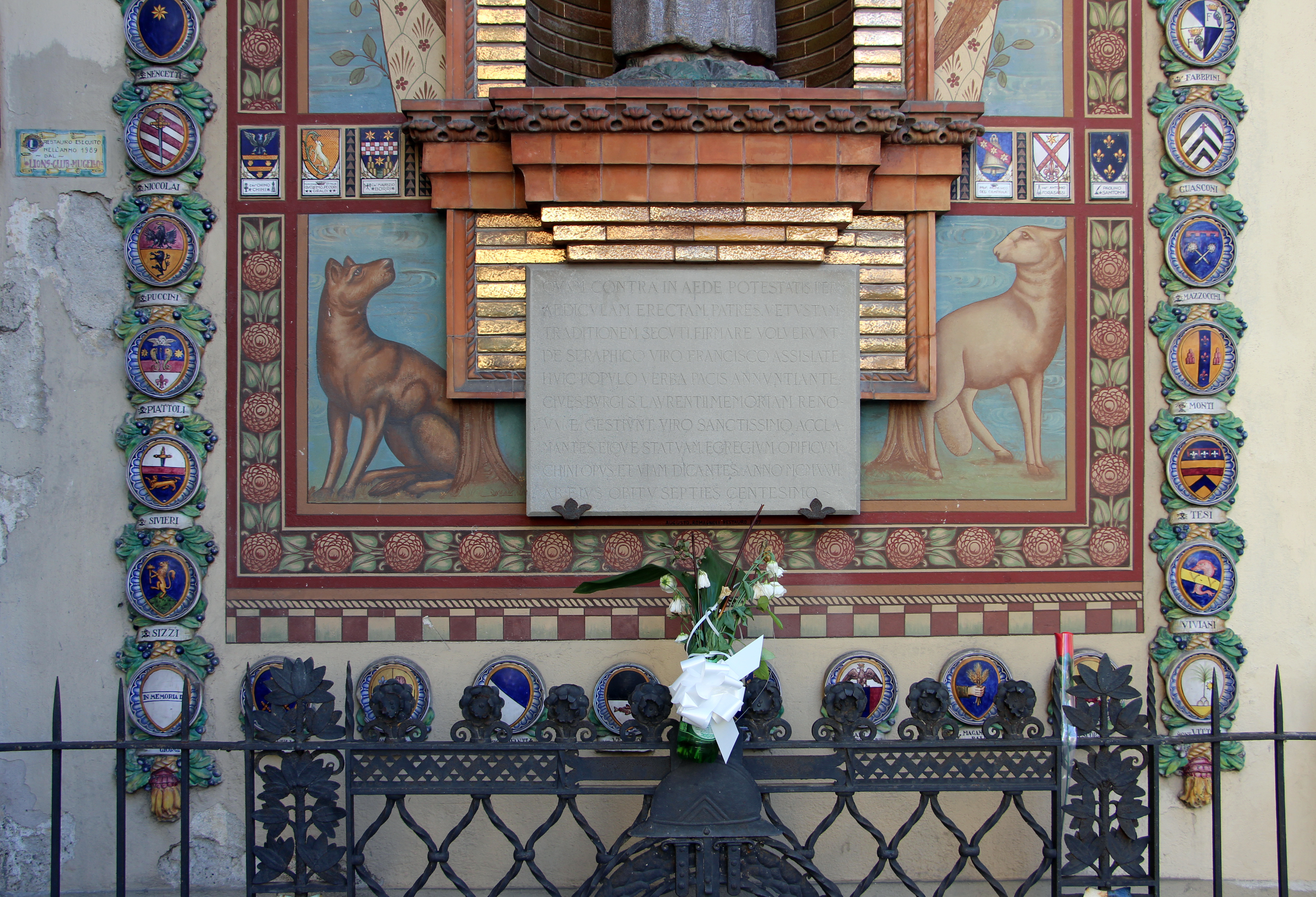
Tito Chini, particolare dell'Edicola di San Francesco, Borgo San Lorenzo (FI)

## Committenze pubbliche e private
Ottenne varie committenze per la decorazione di ville gentilizie in Mugello ed anche di memorie legate al ricordo dei caduti della Grande Guerra, in particolare eseguì affreschi a Palazzuolo sul Senio, creò molte lapidi commemorative, steli tabernacolo in Mugello, affreschi nel già citato ossario del Pasubio, nel duomo di Schio, nel tempio ossario di Bassano del Grappa.
Lavorò nel Caffè Margherita di Viareggio, sempre a Viareggio esegue l'apparato decorativo del Villino Brunetti, eseguì le vetrate dell’Hotel Roma a Firenze, affrescò e decorò cappelle nel cimitero monumentale dell'Antella, collaborò nel 1938 alla progettazione e decorazione del Padiglione delle Feste del complesso termale di Castrocaro realizzando tutto l’apparato decorativo interno ed esterno e nel 1940 alla Cappella della Madonna dei Fiori nella chiesa parrocchiale di Castrocaro

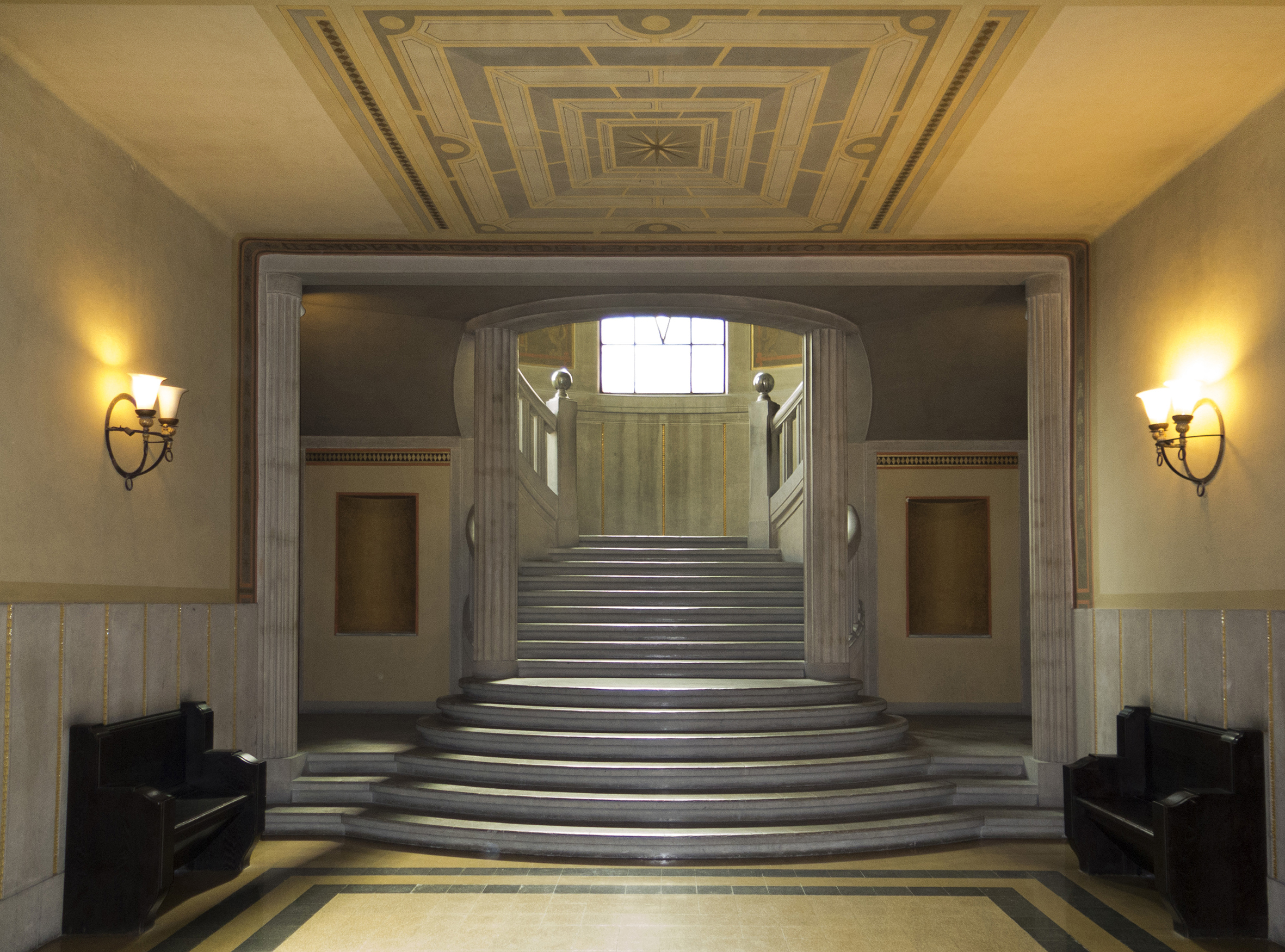
Tito Chini, atrio al piano terreno, Palazzo comunale di Borgo San Lorenzo (FI)

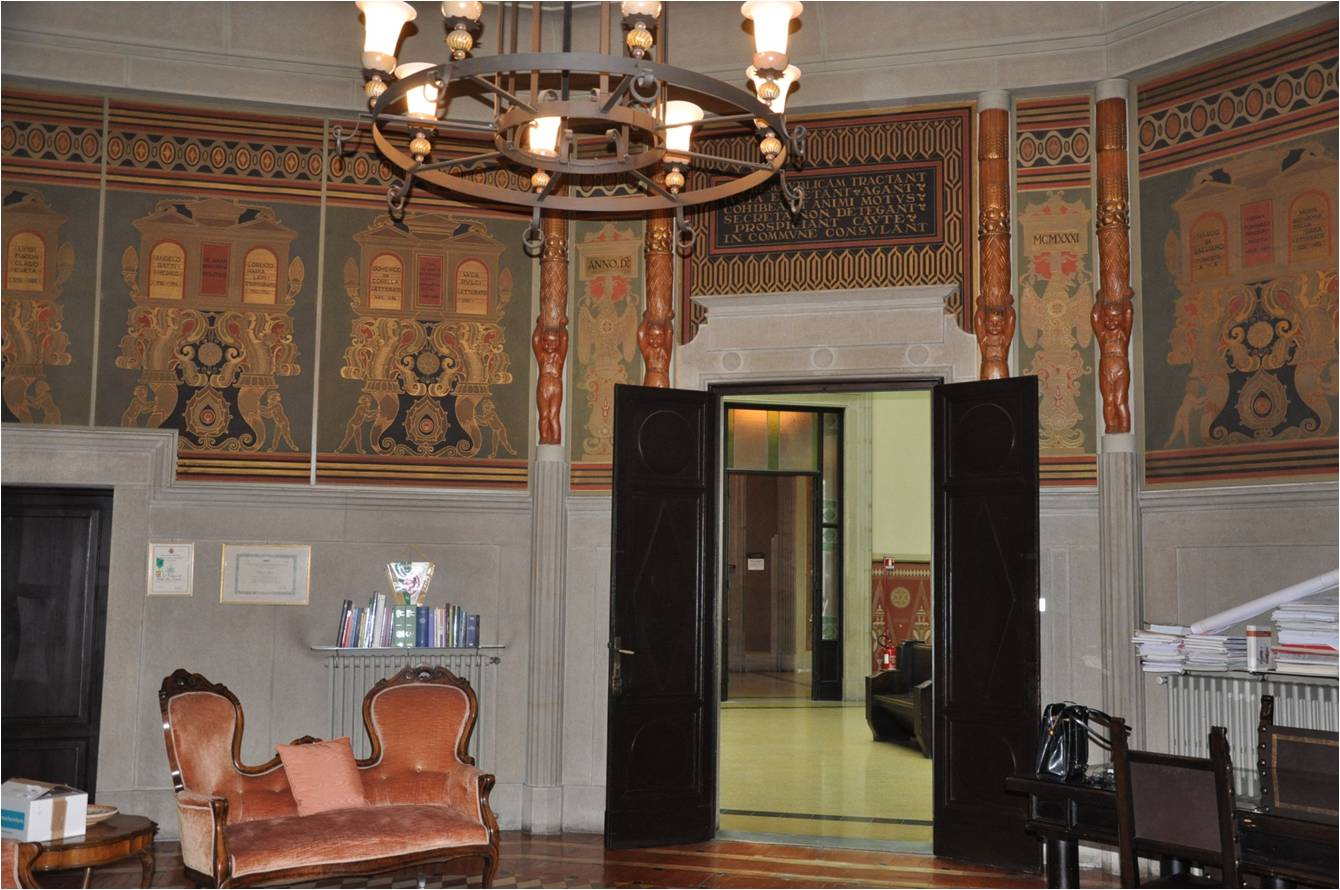
Tito Chini. particolare della decorazione della stanza del Sindaco Palazzo comunale di Borgo San Lorenzo

Numerosa e artisticamente importante risulta la sua produzione in Mugello spesso offuscata dalla celebrità di Galileo Chini. Grande sarà l'impegno di Tito nel dare una svolta alla Manifattura ceramica Fornaci San Lorenzo, dopo aver assunto l'incarico di direttore artistico, in conseguenza dell'abbandono di questo incarico nel 1925 da parte di Galileo, poiché adesso è libero di agire artisticamente, finalmente svincolato dai suoi modelli. Copiosa dunque la produzione di questo periodo, fino alla distruzione della fabbrica a seguito del bombardamento del 1943.

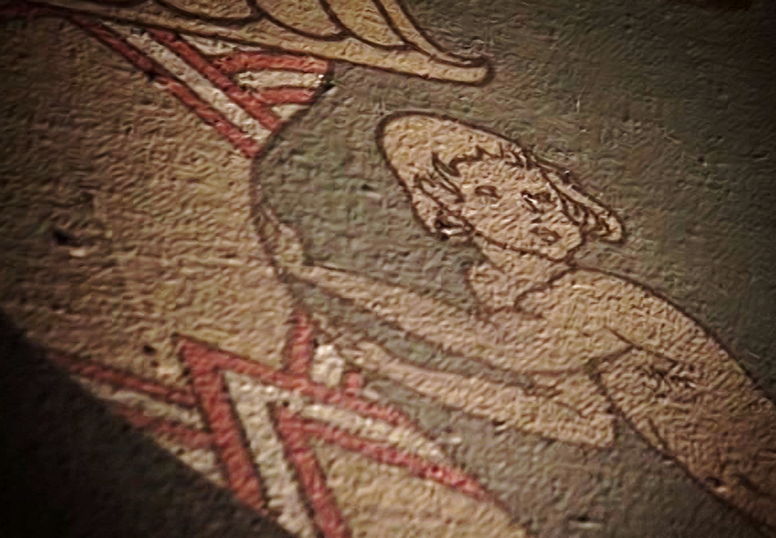
Tito Chini. particolare della decorazione su pannelli di tela nella stanza del Sindaco Palazzo comunale di Borgo San Lorenzo

A Borgo San Lorenzo nel 1931 progettò e decorò il Palazzo Comunale, secondo un progetto unitario rappresentando una delle sue opere più compiute, importanti e meglio riuscite dell'artista.

### Legami con l'ambiente esoterico e massonico

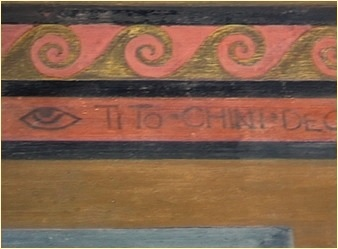
Particolare della firma di Tito Chini all'interno dell'Ossario del Pasubio

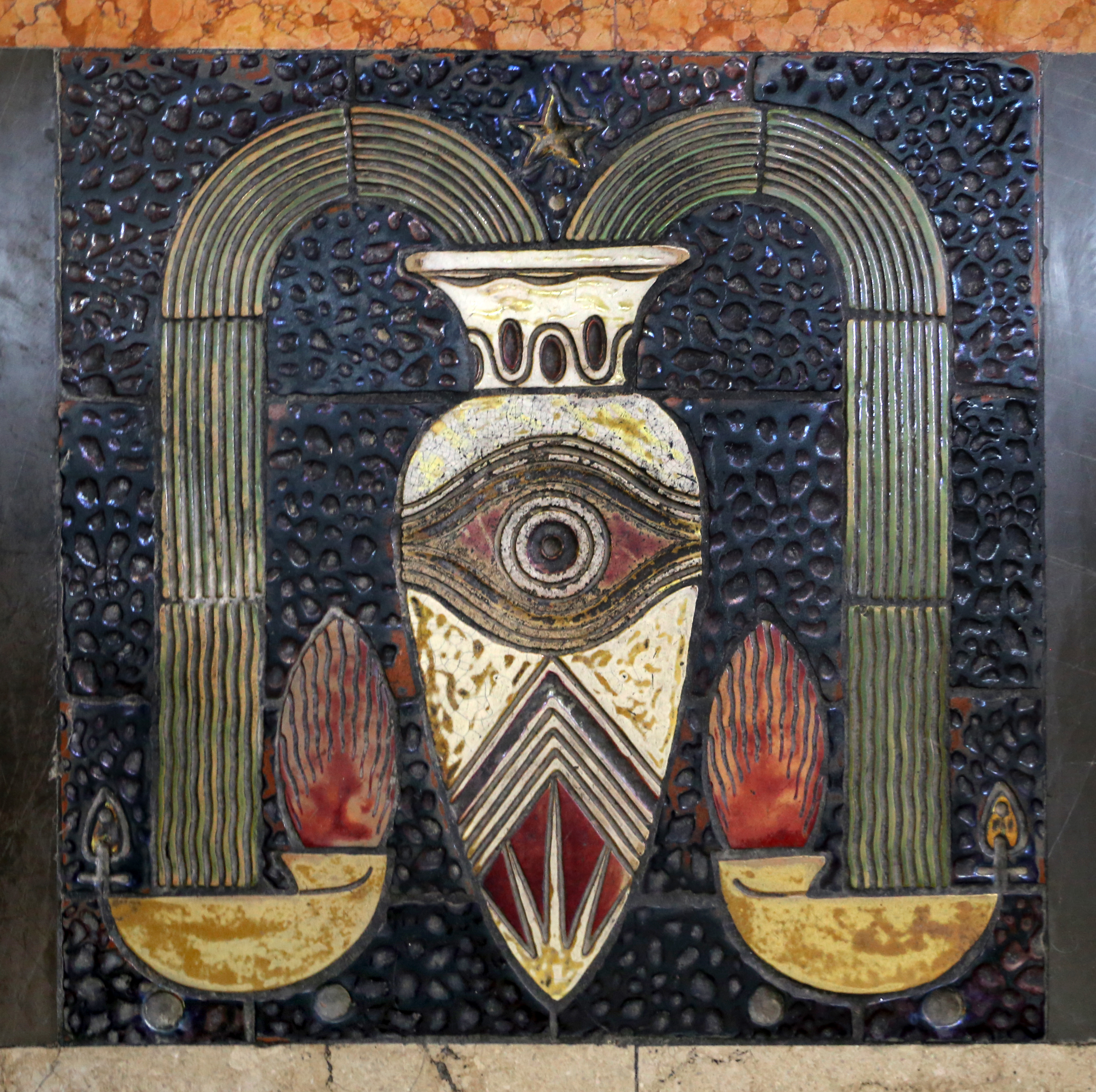
Tito Chini, pavimento a Castrocaro Padiglione delle feste

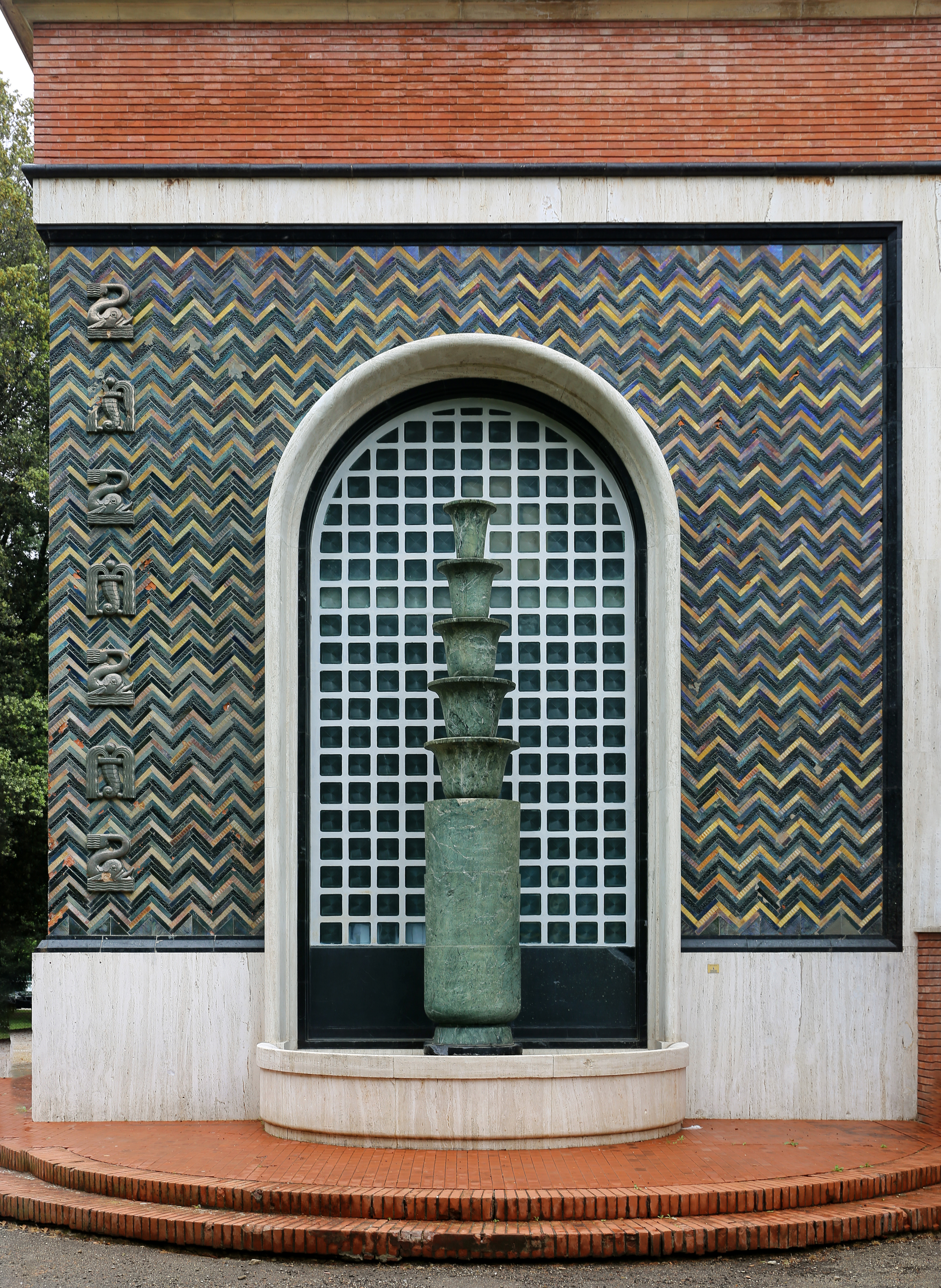
Tito Chini fontana su più livelli, Esterno del Padiglione delle Feste a Castrocaro

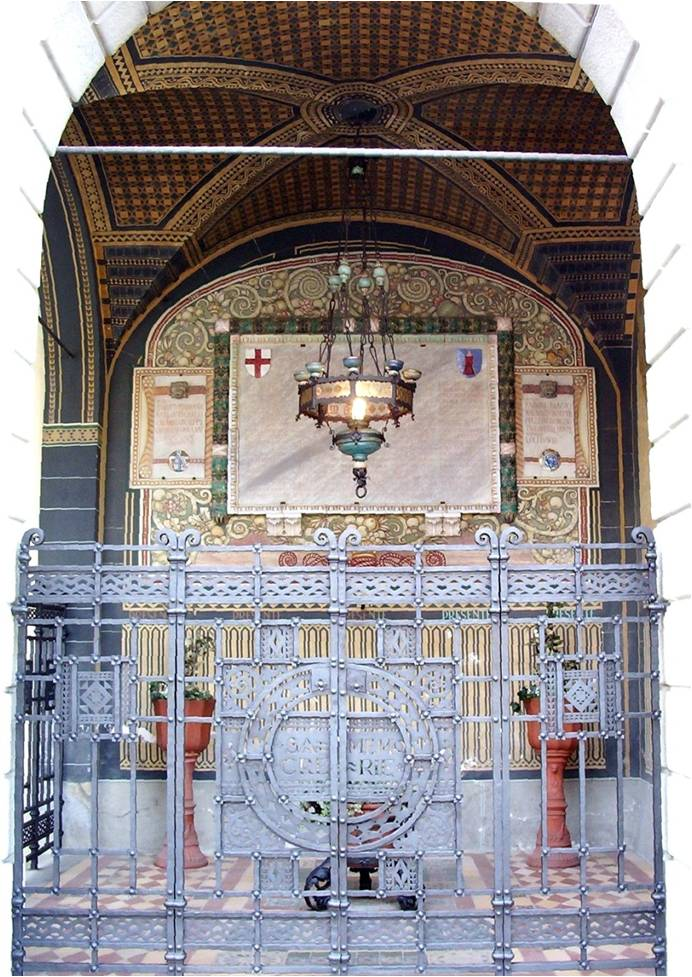
Tito Chini, Cappella dedicata ai caduti delle Grande guerra a Palazzuolo

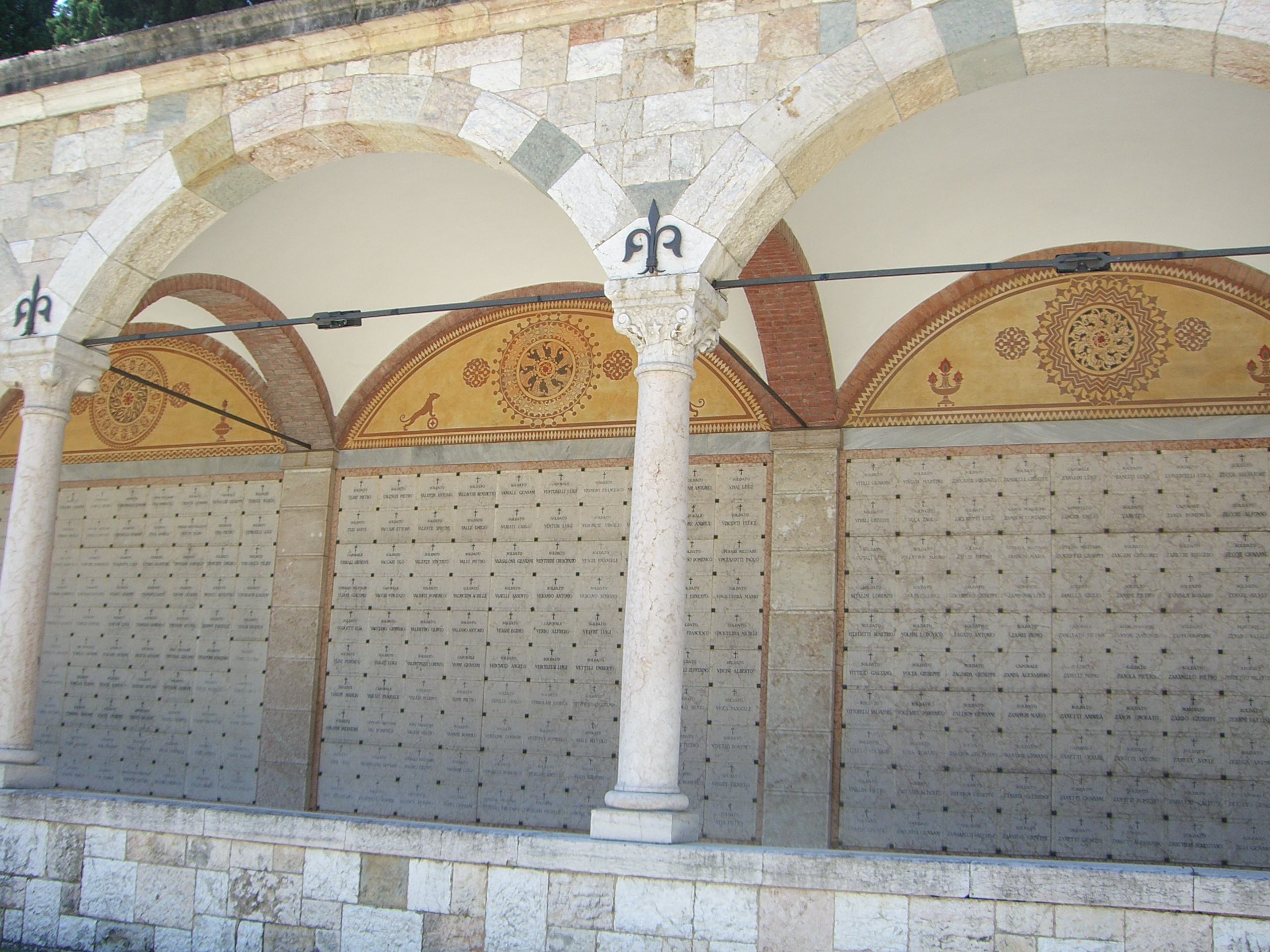
Tito Chini, decorazione del Sacrario a Schio

La creazione del Palazzo comunale progettato e decorato interamente da Tito Chini, coadiuvato dall'architetto Augusto Lorini, rappresenta un esempio particolare dei legami con l'ambiente esoterico massonico e il primo fascismo, prima che si trasformasse in regime, in quanto tutto l'apparato decorativo, la disposizione interna degli ambienti, presentano un forte messaggio di fiducia nell'uomo e nel suo perfezionamento interiore, secondo due livelli di lettura con un complesso rimando simbolico e iconografico, uno palese ed evidente per tutti e uno celato e intimo per iniziati. Approfonditi studi sono stati condotti dalla storica d'arte Elisa Marianini, la quale ha dimostrato come l’edificio comunale confermi la comunanza di vedute e di simboli tra massoneria e fascismo, poiché esso risponde comunque anche ad ideali fascisti, e tutto l’impianto decorativo evidenzia la fede in questa cultura, dato che, sia Tito Chini che Guglielmo Pecori Giraldi aderirono con convinzione al fascismo; ma le iconografie usate sottendono anche la fiducia in una visione massonica, e quindi, esiste un più profondo livello di lettura non riservato ai profani e per questo non compreso da tutti, come se tra “Fratelli” ci fosse stata la necessità di tenere e salvaguardare i pensieri più intimi che li accomunavano.

## Esposizioni e rassegne nazionali e internazionali
Tito Chini dopo l'assunzione della direzione artistica prese parte a molte manifestazioni artistiche ed esposizioni sia in Italia che all'estero.
Nel 1925 all'Esposizione Internazionale di Parigi fu premiato con la medaglia d'argento per la ceramica.
Nel 1930 in Belgio all'Esposizione di Anversa decorò la cupola del Padiglione Italiano ricevendo due "Gran Prix".
Di seguito le principali rassegne alle quali partecipano le Fornaci San Lorenzo dopo l'assunzione della sua carica di direttore artistico e di Chino Chini di direttore tecnico:
1925
- Mostra Internazionale d’Arti Decorative di Monza.
- Fiera Campionaria di Milano. Partecipazione nel Padiglione Regionale Toscano.
- Esposizione Internazionale di Arti Decorative e Industriali Moderne di Parigi. Grand prix, diploma d’onore per i materiali architettonici decorativi in ceramica, grand prix per la produzione di vasi e soprammobili, medaglia d’argento per le vetrate artistiche, medaglia d’argento per l’arredamento.

1926
- Fiera Campionaria di Milano. Partecipazione nel Padiglione Regionale Toscano.
- Mostra regionale di edilizia di Torino. Diploma di gran premio
- Esposizione Agricola e Industriale di Caltanissetta. Medaglia d’oro.
- Fiera biennale campionaria di Lucca. Gran premio e targa del Comune di Siena.

1927
- Fiera Campionaria di Tripoli. Medaglia d’oro.

1928
- Fiera Campionaria di Milano. Partecipazione del Padiglione Regionale Toscano e partecipazione nel Padiglione delle Piccole Industrie.
- Esposizione per il IV Centenario di Emanuele Filiberto e X Anniversario della Vittoria, di Torino.
- Mostra della ceramica moderna di Pesaro. Medaglia d’argento e diploma di alta lode.

1929
- Esposizione Internazionale di Barcellona. Medaglia d’oro.
- Fiera Campionaria di Tripoli. Diploma di alta benemerenza e diploma di fuori concorso.
- Esposizione Nazionale dell’Alto Adige di Bolzano. Medaglia d’oro
- Fiera campionaria di Fiume.
- Fiera di Lipsia.
- Fiera Campionaria di Tripoli.

1930
- Esposizione Internazionale di Anversa. Grand prix per la ceramica, grand prix per l’arte decorativa, diploma di grande onore per le vetrate e speciali distinzioni ai collaboratori.

1931
- Fiera del Levante di Bari.

1932
- Fiera Campionaria di Tripoli.

1933
- Fiera Campionaria di Tripoli.

1934
- Fiera Campionaria di Tripoli.

2017

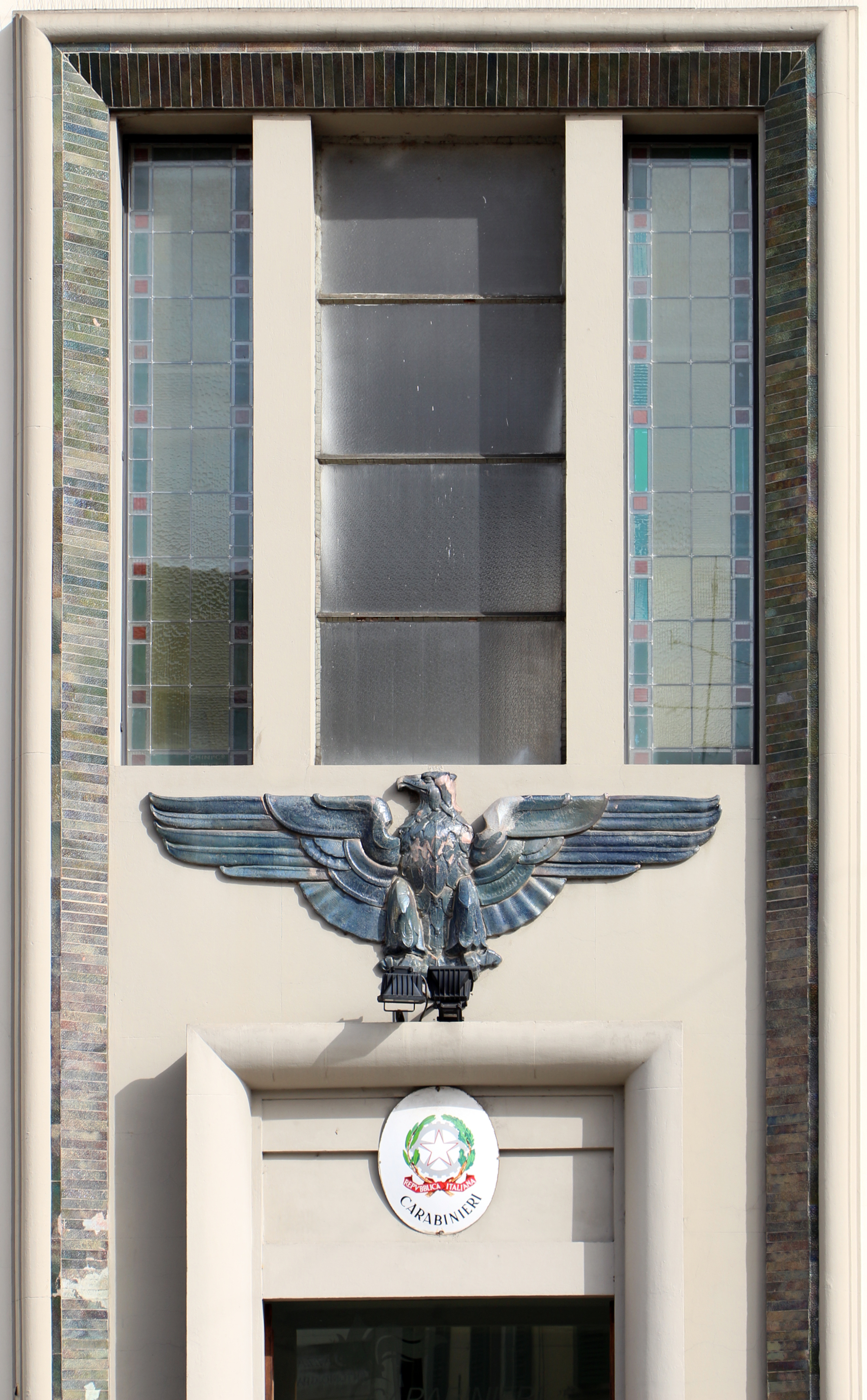
Tito Chini, aquila in ceramica e vetrate, Caserma dei Carabinieri di Borgo San Lorenzo, già Casa del Fascio

- Art Déco. Gli anni ruggenti in Italia. Musei di San Domenico a Forlì.
- Magiche atmosfere dell'Art Déco. Padiglione delle Terme di Castrocaro Terme.

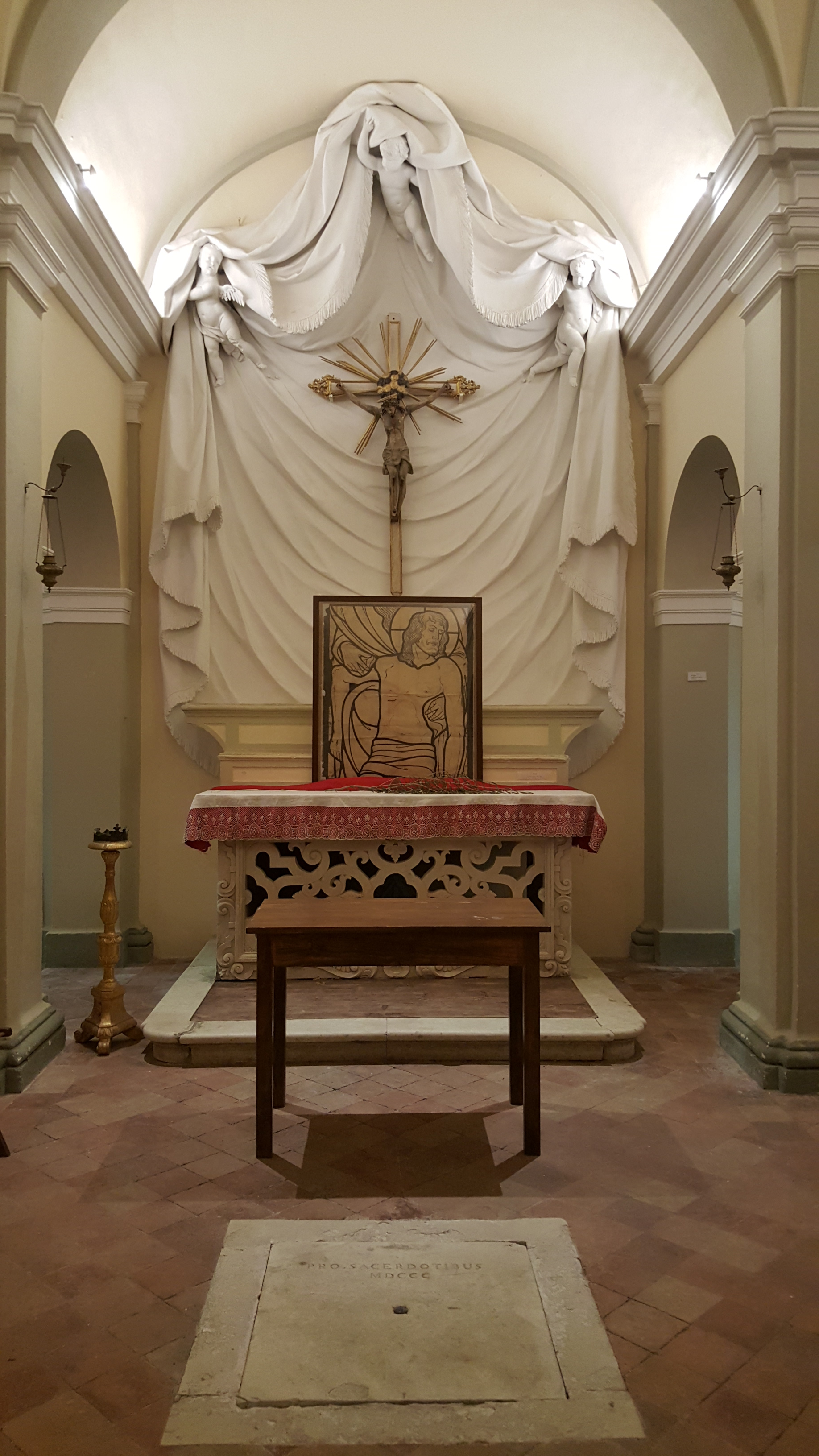
Esposizione "Confronti d'Arte. Francesco Nonni e Tito Chini. Gli artisti dell'Art Déco dialogano con le opere del Museo, tenutasi al Museo di Saludecio e del Beato Amato nel 2017.

- Esposizione "Confronti d'Arte. Francesco Nonni e Tito Chini. Gli artisti dell'Art Déco dialogano con le opere del Museo, tenutasi al Museo di Saludecio e del Beato Amato nel 2017.Confronti d'Arte. Francesco Nonni e Tito Chini. Gli artisti dell'Art Déco dialogano con le opere del Museo. Museo di Saludecio e del Beato Amato.

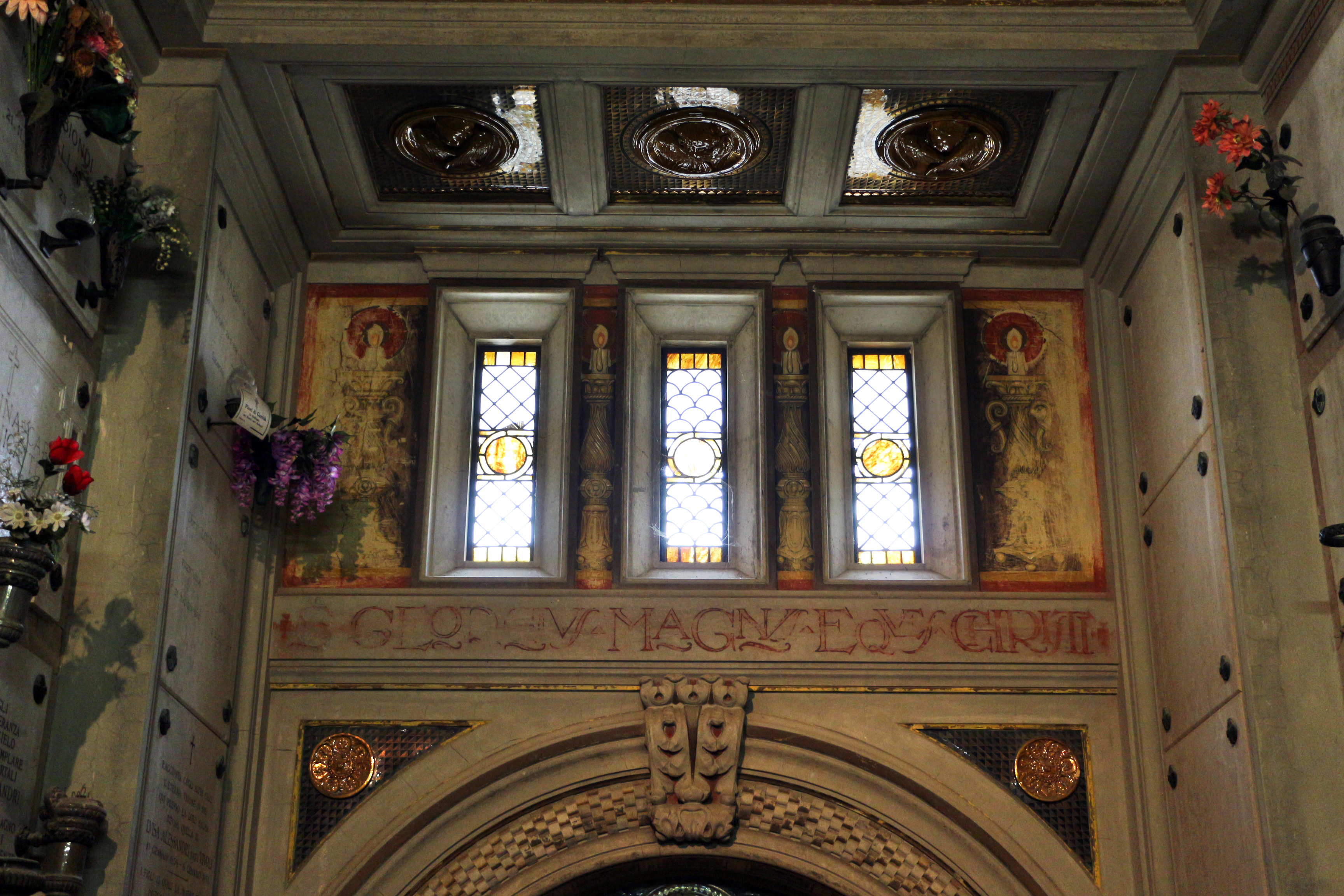
Tito Chini, affreschi e decorazioni nella Cappella di San Giorgio, 1924, Cimitero dell'Antella.

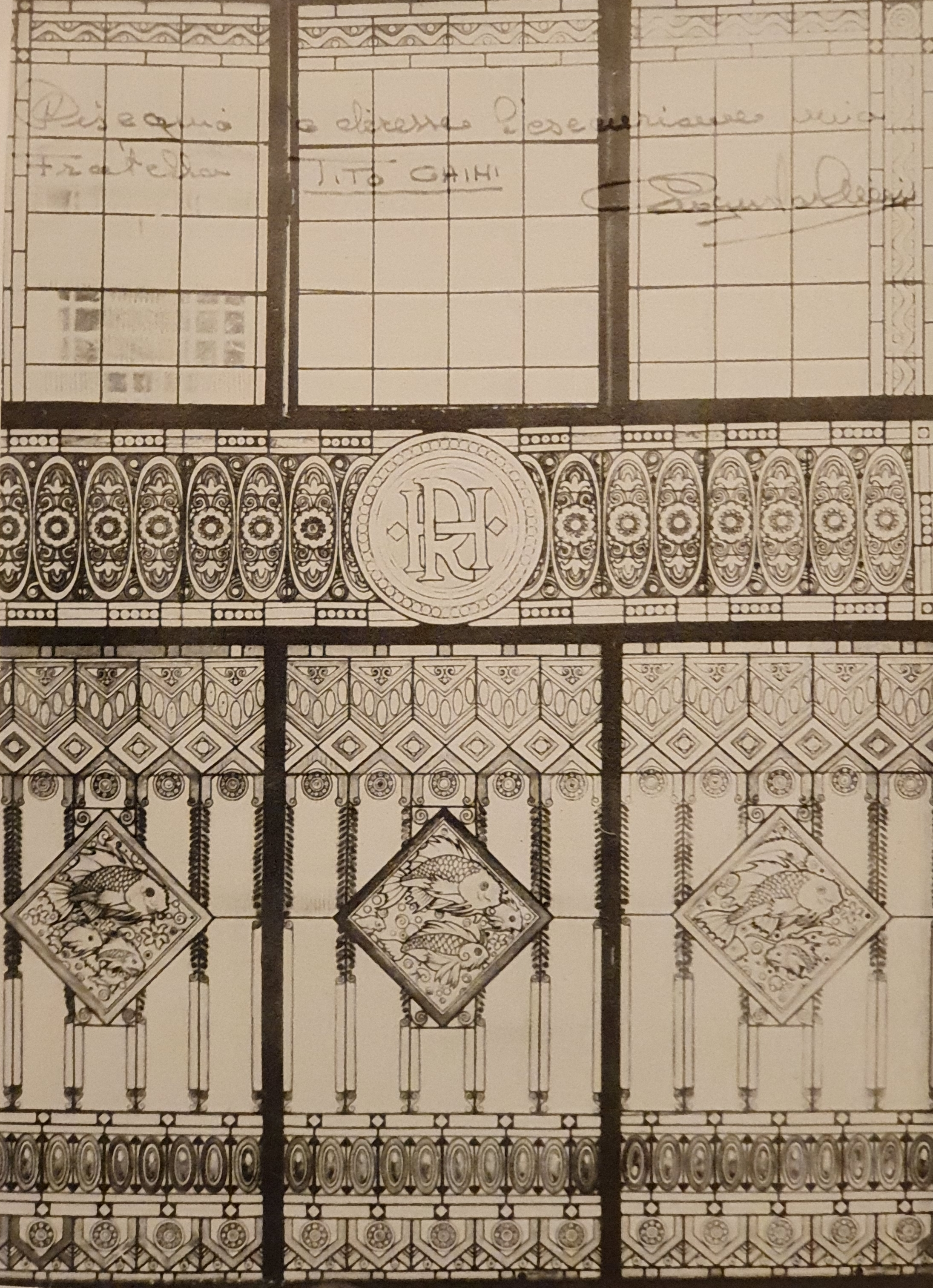
Tito Chini bozzetto per una vetrata dell'Hotel Roma a Firenze

## Opere principali
- Affreschi e restauri nella villa Pecori Giraldi, 1921-23, Borgo San Lorenzo
- Cappella del Poggiolo, Salaiole, 1923, Borgo San Lorenzo
- Cappella dedicata ai caduti della Grande Guerra, 1924, Palazzuolo sul Senio
- Via Crucis, 1925-30, chiesa dei Santi Carlo e Antonio, Palazzuolo sul Senio
- Cenacolo, 1926, convento dei Cappuccini, Borgo San Lorenzo
- Edicola di san Francesco, 1926, Borgo San Lorenzo
- Decorazione del Sacello-ossario, 1926, Monte Pasubio
- Decorazioni e vetrate, Hotel Roma, 1927, Firenze
- Decorazioni, Gran Caffè Margherita, 1928, Viareggio
- Decorazioni ceramiche in facciata Villino Brunetti, Viareggio
- Decorazioni, progetto e arredo interno del palazzo Comunale, 1925-31, Borgo San Lorenzo
- Aquila in ceramica e vetrate, Caserma dei Carabinieri, già Casa del Fascio di Borgo San Lorenzo
- Vetrate, 1932, Hotel Regency, Firenze
- Ossario dei caduti, 1932, Trento
- Ossario di guerra, 1932, Schio
- Chiesa del Seminario, 1934, Vicenza
- Decorazioni nella chiesa di San Giuseppe, 1936-1937, Aielli
- Decorazioni nella chiesa parrocchiale di Santo Stefano, 1938, Palazzuolo sul Senio
- Decorazioni nello stabilimento termale, Levico Terme
- Decorazioni e progettazione del Padiglione delle Feste, 1937-39, Castrocaro Terme
- Decorazioni nello stabilimento termale, Vetriolo
- Decorazioni nello stabilimento termale, Roncegno Terme

## Filmografia
- Percorsi di Luce, Massoneria e Fascismo nel Palazzo comunale di Borgo San Lorenzo, prodotto da Tele Iride Archiviato il 31 ottobre 2019 in Internet Archive., Regia di Alessio Poggioni basato su uno studio di Elisa Marianini, 2014. Vedi su you tube: documentario parte 1; documentario parte 2;documentario parte 3.